# Památník Velkého požáru Londýna

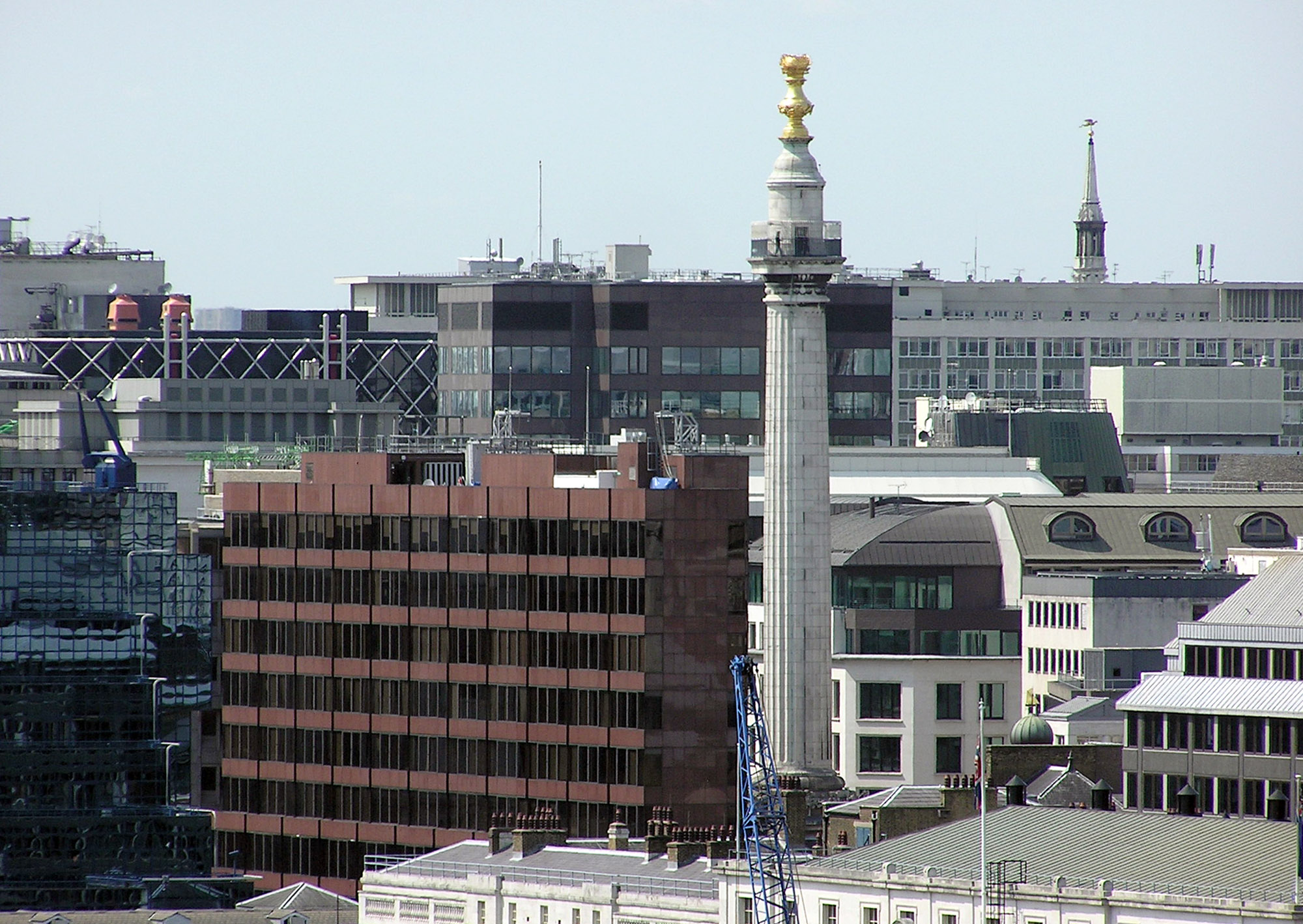
Památník Velkého požáru Londýna – pohled z horní lávky Tower Bridge.

Památník Velkého požáru Londýna (Monument to the Great Fire of London), více známý pod označením Monument, je 62 m vysoká věž v City, poblíž London Bridge. Nachází se na křižovatce Monument Street a Fish Street Hill, 62 metrů od místa, kde roku 1666 vypukl Velký požár Londýna.
Památník je tvořen mohutným, na čtyřhranném podstavci stojícím svisle žlábkovaným dórským sloupem z portlandského vápence s uzavřenou schránkou ohně na vrcholu. Autory návrhu byli Christopher Wren a Robert Hooke.
Výška památníku 62 m je dána vzdáleností místa, kde je postaven, od místa, kde v obchodě královského pekaře Farynora požár vypukl. V době svého vzniku (v období let 1671 až 1677) byl nejvyšším volně stojícím kamenným sloupem na světě.

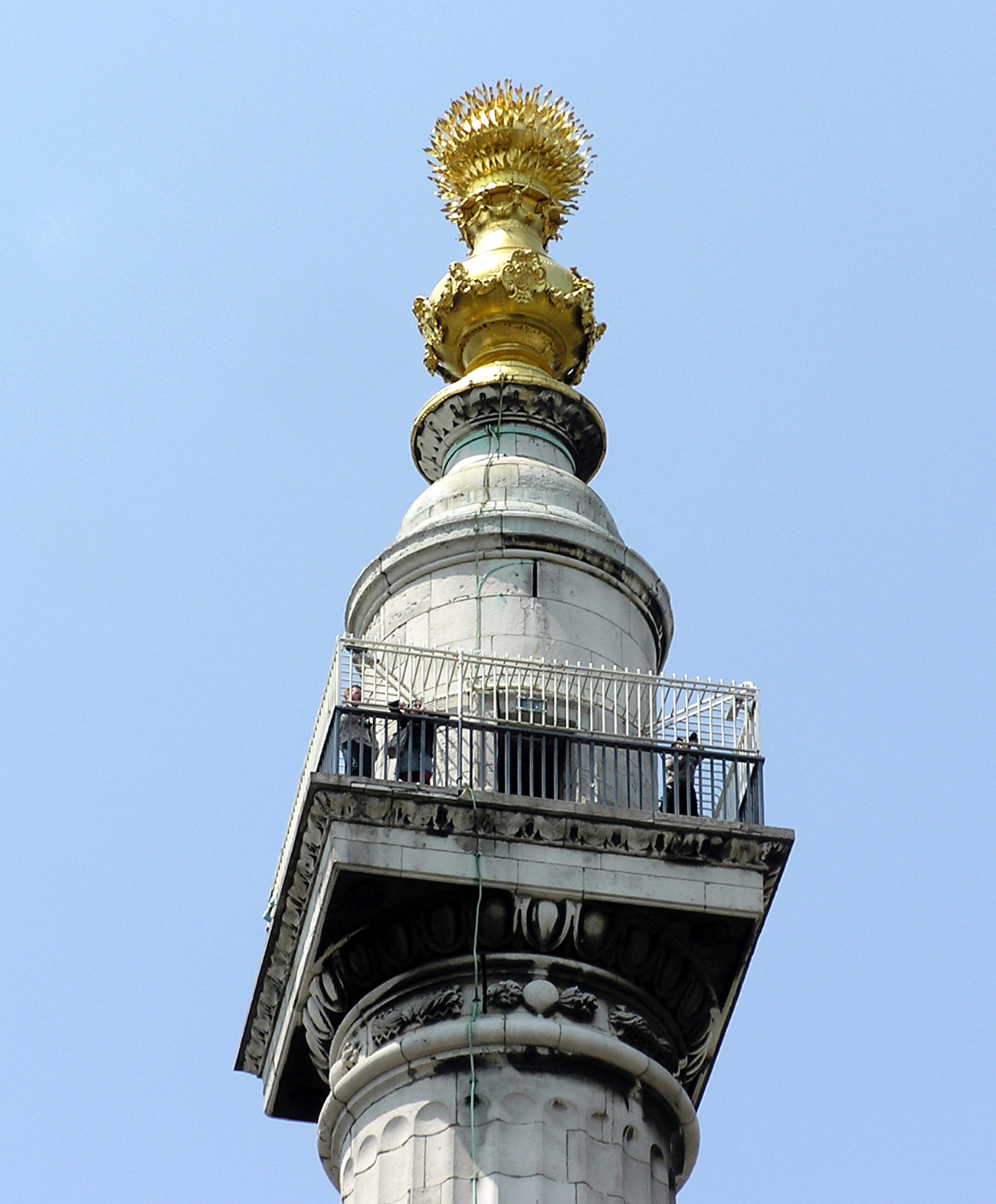
Vyhlídková plošina památníku.

Na vrchol památníku je možno vystoupit po úzkém schodišti uvnitř sloupu. Schodiště má 311 schodů. V 19. století, poté, co v období let 1788 až 1842 spáchalo šest lidí sebevraždu skokem z vyhlídkové plošiny pod vrcholem památníku, byla plošina vybavena ochrannou sítí, aby byla možnost skoku dolů znemožněna.
Západní strana podstavce památníku nese reliéf od Caia Gabriela Cibbera, zobrazující City zničenou požárem a Karla II. a jeho bratra Jakuba, vévodu z Yorku (později Jakuba II.) spolu s alegorií Svobody, Architektury a Vědy, které jim udělují rady pro rekonstrukci City.
Další tři strany podstavce památníku nesou latinský text. Na jižní straně je to popis akcí, které podnikl Karel II. po požáru. Nápis na východní straně popisuje vznik památníku a seznam starostů té doby. Na severní straně pak se nachází popis vzniku požáru, způsobených škod a postupu, jak bylo dosaženo jeho uhašení.
Wren a Hooke navrhli památník i jako vědeckou pomůcku. Středovou šachtu ve spojení s podzemní laboratoří je možno použít jako dalekohled a pro gravitační pokusy. Vrcholek sloupu je upevněn na čepu a je ho možno otevřít. Každý ze schodů má přesnou výšku 6 palců, což umožňuje provádět přesné měření barometrického tlaku.
Další památník spojený s Velkým požárem Londýna – Zlatý chlapec od Pye Corner (Golden Boy of Pye Corner) je umístěn poblíž Smithfieldu, kde požár skončil.
Věž dala také název stanici metra Monument.